# Jiří Vašíček
Jiří Vašíček (6. srpna 1933 Praha – 13. listopadu 2001 Praha) byl český zpěvák. Řadí se mezi představitele středního proudu konce 50. let a počátku 60. let, který probíhal ve znamení vrcholícího swingu (jakož i právě nastupujícího rokenrolu) a jemuž velice často slušely kantilénově sametové tenorové a barytonové mužně syté hlasy Rudolfa Cortése, Richarda Adama, Josefa Zímy, Karla Hály či Milana Chladila. Vašíček proslul mimo jiné svými písněmi věnovanými městu Praze, o které zpíval prakticky celý svůj život. Za svůj život nazpíval přibližně 400 písní.

## Nejznámější písničky
- Píseň o mušli (Zdeněk Marat/Zbyněk Vavřín)
- Tulipány z Amsterdamu (Tulpen aus Amsterdam) - (Ralf Arnie/Zdeněk Borovec)
- Šoférská
- Země odkud přicházím (Le Pays d'où je viens) - (Gilbert Becaud/Zdeněk Borovec)[1]
- Tenkrát, tenkrát (Dalibor Basler/Vladimír Rohlena)
- Praha je zlatá loď (Ludvík Podéšť/Karel Šiktanc)
- Měsíčná řeka (Saša Grossmann/Miroslav Zikán)
- Řidičská (Les routiers) – (Francis Lemarque/Vladimír Merhaut)

## Diskografie
- Malá černá kočička – Yvetta Simonová / Všechno jsem jí napsal – Jiří Vašíček – Supraphon, SP
- Nedělní vláček – Josef Zíma, Písnička do kapsy – Vlasta Průchová a Milan Chladil / Blues pro malého chlapce – Vlasta Průchová, Noční město – Jiří Vašíček – Supraphon, SP
- Kánoe pro dva – Jana Petrů a Miroslav Šuba, Kamarád oheň – Jiří Vašíček, Trosečnice – Jiří Bruder / Den se krátí – Rudolf Pellar, Drnová chýše – Rudolf Pellar – (Supraphon, SP)
- 1959 Teď a zítra napořád – Milan Chladil / Jiří Vašíček – Supraphon Su 013014, SP
- Černoušek a sníh – Miroslav Šuba/ Pohádková země – Jiří Vašíček – Supraphon, SP
- Rozmarné stvoření – Vlasta Pruchová / V ten den – Jiří Vašíček – Supraphon 013346, SP
- 1966 Bezvadný večer – Eva Pilarová/ Adieu – Jiří Vašíček – Supraphon, SP
- 2003  Píseň o mušli – (edice Muzeum populární hudby), CD

### Kompilace
- 1976 30 let N.P. Supraphon – Supraphon 0131969, LP – 06. Tenkrát – Jiří Vašíček a Sbor Lubomíra Pánka
- 1992 Hity 50. let 1 – Supraphon (EAN 099925166427), CD
- 1992 Hity 50. let 2 – Supraphon (EAN 8596911169827), CD
- 2005 Hallelujah time – Gustav Brom – Supraphon – 12. Země odkud přicházím
- 2005 Bílé vánoční album – Levné knihy a FR centrum (EAN 8594046743981), CD – 12. Země odkud přicházím
- 2006 Made in France – Supraphon SU 5716-2, CD – 16. Země odkud přicházím (Pays d'ou je viens)
- 2008 Orchestr Karla Vlacha a jeho hvězdy – Reader's Digest, (EAN 8594041121517) (5CD) – cd1 – 15. Tulipány z Amsterdamu/ – cd2 – 07. V ten den, kdy vrátí se déšť